# Janowiczki (Pomerania)
Janowiczki [pronunciación en polaco: /janɔˈvit͡ʂki/] (en alemán: Klein Jannewitz) es un pueblo en el distrito administrativo de Gmina Nowa Wieś Lęborska, dentro del Distrito de Lębork, Voivodato de Pomerania, en el norte de Polonia. Se encuentra aproximadamente 7 kilómetros al noroeste de Nowa Wieś Lęborska, 9 kilómetros al noroeste de Lębork, y 69 kilómetros al oeste de la capital regional, Gdańsk.
Para más detalles de la historia de la región, véase Historia de Pomerania.
El pueblo tiene una población de 212 habitantes.